# .pr
A .pr Puerto Rico internetes legfelső szintű tartomány kódja. 1986-ban A Puerto Rico Egyetem Rio Piedras Karán belül létrehozták a Nemzeti Tudomány Alapítvány, A Gauss Kutatási Laboratóriumot. Ma ez a részleg felel a címtartomány karbantartásáért.

## Második szintű tartományok
- .pr: cégeknek, magánvállalkozóknak, magánszemélyeknek szintén elérhető
- .biz.pr: társaságok
- .com.pr: cégek
- .edu.pr: Puerto Ricó-i iskolák
- .gov.pr: Puerto Rico kormányának honlapjai
- .info.pr: informatív oldalak
- .isla.pr: Puerto Ricó-i emberek
- .name.pr: magánszemélyek
- .org.pr: szervezetek
- .net.pr: hálózattal kapcsolatos oldalak
- .pro.pr: magánvállalkozók
- .est.pr: egyetemi hallgatók
- .prof.pr: egyetemi professzorok
- .ac.pr: egyetemek, hallgatók, tanárok, oktatási intézmények